# I WISH (모닝구무스메의 노래)
I WISH(아이 위시)는 2000년 9월 6일에 발매된 모닝구무스메의 열 번째 싱글이다.

## 개요
- 이치이 사야카 졸업 후 첫 싱글이다.

- 고토 마키가 메인 보컬이다. 한편 아베 나츠미를 비롯해 1기와 2기가 백보컬 유니즌으로 구성되어 있다.

- TBS 시드니 올림픽 주제가이며, 모닝구무스메가 리포터로서 참가한 프로그램에서 사용되었다.

- 쯔지 노조미와 카고 아이의 졸업 테마곡(4기가 처음 보컬을 담당한 곡이며, I=카고 아이, WISH=바람=쯔지 노조미의 의미를 담아)으로써 불렸다. 같은 4기 멤버인 이시카와 리카, 요시자와 히토미도 모닝구무스메 졸업 콘서트에서 솔로로 노래하였다.

- 2022년 3월 18일, 모닝구무스메로서는 21년반 만에 신록한 이 악곡을 모닝구무스메'22 명의로 출시. TV 도쿄 계열 목드라 24 「한밤중에 헬로!」 엔딩 테마이다. 2022년 6월 8일에 발매 예정의 싱글 「Chu Chu Chu 우리의 미래/대·인생 Never Been Better!」 초회 생산 한정반 SP로 CD 첫 수록이 된다.

## 수록곡
1. I WISH
작사, 작곡 : 층쿠 / 편곡 : 고노 신
2. あこがれMy Boy
작사, 작곡 : 층쿠 / 편곡 : AKIRA
3. I WISH (Instrumental)

## 참여 뮤지션
※괄호는 트랙 번호
- 고노 신 - 키보드 & 프로그래밍 (1)
- 이리에 나오유키 - 베이스 기타 (1)
- 하야시베 나오키 - 기타 (1)
- 미사와 이즈미 - 퍼커션 (1)
- 아라키 도시오 - 트럼펫 (1)
- 스가사카 마사히코 - 트럼펫 (1)
- 요코야마 히토시 - 트럼펫 (1)
- 무라타 요이치 - 트럼본 & 베이스 트럼본 (1)
- 쓰지 후유키 - 트럼본 (1)
- 아리마 스미하루 - 호른 (1)
- 아베 마사토 - 호른 (1)
- 긴바라 지에코 그룹 - 스트링스 (1)
- D.J. COUNTRY - 턴테이블 (1)
- 층쿠 - 코러스 (1)

## 차트
- 주간최고순위 1위 (오리콘 차트)
- 2000년 9월 월간순위 4위 (오리콘 차트)

## 수록곡 (모닝구무스메'22)
1. I WISH
작사, 작곡 : 층쿠 / 편곡 : 고노 신